# Travesía del Conde Duque
La travesía del Conde Duque es una vía pública de la ciudad española de Madrid, situada en el barrio de Universidad, distrito Centro.

## Descripción
La travesía, de la que se tiene constancia de que alberga construcciones particulares desde al menos 1737, aglutina las antiguas calles de San Benito, San Dimas y Medio Cuartillo. Discurre desde la calle de Amaniel, donde conecta con la del Noviciado, hasta la de las Negras. Aparece descrita en Las calles de Madrid (1889) de Hilario Peñasco de la Puente y Carlos Cambronero con las siguientes palabras:

Conde Duque (Travesía del). Desde la calle de Amaniel á la de las Negras. Comprende las antiguas calles de San Benito, San Dimas y Medio cuartillo, en esta forma: desde la calle de Amaniel á la del Conde Duque, de San Benito; desde la del Conde Duque á la de las Negras, de San Dimas, y desde este punto á la del Arroyo, del Medio cuartillo. Este último trozo ha desaparecido, como también la indicada del Arroyo. Se conservan antecedentes de construcciones particulares desde 1737.
(Peñasco de la Puente y Cambronero, 1889, p. 163)